# Liborius Gerstenberger
Liborius Gerstenberger (né le 19 avril 1864 à Rödelsee et mort le 5 avril 1925 à Berlin) est un ecclésiastique et homme politique allemand (Zentrum, Parti populaire bavarois). Gerstenberger est entre autres chambellan secret papal et député du Reichstag.

## Biographie

### Carrière spirituelle
Liborius Gerstenberger étudie au lycée de Schweinfurt. Il étudie ensuite la théologie catholique à l'Université de Wurtzbourg. En 1883 et 1884, il appartient à la 9e régiment d'infanterie royal bavarois (de) à Wurtzbourg. Après avoir été ordonné prêtre dans la cathédrale de cette ville en 1887, Gerstenberger travaille comme aumônier dans divers endroits du Spessart jusqu'en 1892. De 1892 à 1903, il officie comme curé à Laufach dans le Spessart. De 1896 à 1908, il travaille également comme secrétaire de l'Association des agriculteurs chrétiens de Basse-Franconie. En outre, à partir de 1895, il est rédacteur en chef du journal Der Fränkische Bauer ; depuis 1903 rédacteur en chef ou directeur général du Franconian Volksblatt et de l'imprimerie d'entreprise à Wurtzbourg. En 1905, il fonde le "Schweinfurter Volksblatt". En outre, Gerstenberger agit en tant que rédacteur en chef de l'association des agriculteurs de Basse-Franconie et en tant qu'inspecteur scolaire de district.

### Activité politique
À partir de 1895, Liborius Gerstenberger appartient au parlement bavarois (de) du Zentrum catholique, dans lequel il est membre sans interruption jusqu'en 1918. Également de 1895 à 1918, il est député du Reichstag pour la circonscription d'Aschaffenbourg. Après la Première Guerre mondiale, il rejoint le parti populaire bavarois nouvellement fondé, pour lequel il siège à l'Assemblée nationale de Weimar en 1919 et en tant que député du Reichstag pour la 26e circonscription (Franconie). Gerstenberger apporte son credo politique le 25 juin 1922 à titre d'exemple sur la formule: «Que la prise de conscience devienne décisive pour toutes les parties qu'elles ne sont pas une fin en soi, mais seulement un moyen de servir le peuple, dans toutes ses professions, classes et classes, signifie seulement préserver et sauver le peuple. les gens nous unissent tous la patrie allemande commune."

### Travail comme écrivain de voyage
En plus de ses activités politiques, Gerstenberger se fait également un nom grâce à une série de reportages de voyage. Il y décrit ses impressions sur des pays aussi divers que l'Islande, les États-Unis d'Amérique et la Norvège. Ses récits de voyage, qui sont tous écrits entre le début du siècle et la Première Guerre mondiale, se révèlent extrêmement astucieux dans leur perspicacité dans les conditions existantes et les développements futurs: Gerstenberge reconnaît lors d'une visite à New York en 1904 - comme les États d'Amérique en Europe étaient souvent encore considérés comme «un» pays secondaire d'outre-mer - l'importance mondiale imminente du pays «lointain» («L'art et la science grecs ont-ils l'ancien monde, la puissance militaire romaine a-t-elle conquis les peuples germaniques, l'argent américain le pouvoir affecte le monde entier plus visiblement que les deux ci-dessus. ») ainsi que l'efficacité de la construction de type américain uniforme (« l'Américain pratique ne fabrique que quelques types dans ses usines et ceux-ci en grande quantité »).

## Travaux
- Vom Steinberg zum Felsengebirge. Ein Ausflug in die Neue Welt im Jahre der Weltausstellung von Saint-Louis 1904, Würzburg 1905.
- In 14 Tagen um Halb Europa, 1912.
- Über Island nach Spitzbergen, 1913.